# Yehudi Menuhin
Yehudi Menuhin, Barão Menuhin de Stoke d'Abernon, OM, KBE (Nova Iorque, 22 de abril de 1916 – Berlim, 12 de março de 1999) foi um violinista e maestro norte-americano que passou a maior parte de sua carreira no Reino Unido. Apesar de ter nascido na Cidade de Nova Iorque, ele se naturalizou suíço em 1970 e britânico em 1985. É considerado um dos maiores virtuosos do violino do século XX.

## Biografia
Começou a tocar o violino em 1921, tendo como professor Sigmund Anker. Em 1924, aos sete anos de idade, faz sua primeira apresentação em público, acompanhado de seu então professor Louis Persinger. Ainda acompanhado de Persinger, apresenta-se dois anos depois com a Orquestra de São Francisco, em sua primeira execução de um concerto. No ano seguinte passa a ter aulas com George Enescu, sendo também neste mesmo ano sua primeira apresentação no Carnegie Hall, de Nova Iorque.
Em 1935 faz apresentações em diversos continentes, passando por Austrália, Nova Zelândia, África do Sul e países europeus. Casa-se em 1938 com Nola Nicholas. 
Durante a segunda guerra mundial executa peças em várias ocasiões para tropas e soldados aliados envolvidos no conflito. Em 1945, último ano da guerra, toca para sobreviventes dos campos de concentração e também na assembléia inaugural das Nações Unidas, em São Francisco. Em 1951, faz sua primeira viagem de apresentações ao Japão.
Quatro anos mais tarde, em 1955, deixa os Estados Unidos para fixar residência na Europa.
A partir da década de 1960 passa a se envolver mais intensamente com festivais, orquestras e suas organizações. De 1959 a 1968, por exemplo, foi diretor artístico do festival de Bath, fundando neste período a Bath Festival Orchestra. Funda também a Yehudi Menuhin School em Londres, posteriormente transferida para Surrey. Assume em 1969 a direção artística do festival de Windsor, em parceria com Ian Hunter. Em 1975, rege pela primeira vez a Royal Philharmonic Orchestra.
Foi também entre as décadas de 60 e 70 que fez algumas de suas mais famosas parcerias com músicos de outros gêneros musicais, notadamente o indiano Ravi Shankar e o violinista francês de jazz Stéphane Grappelli.

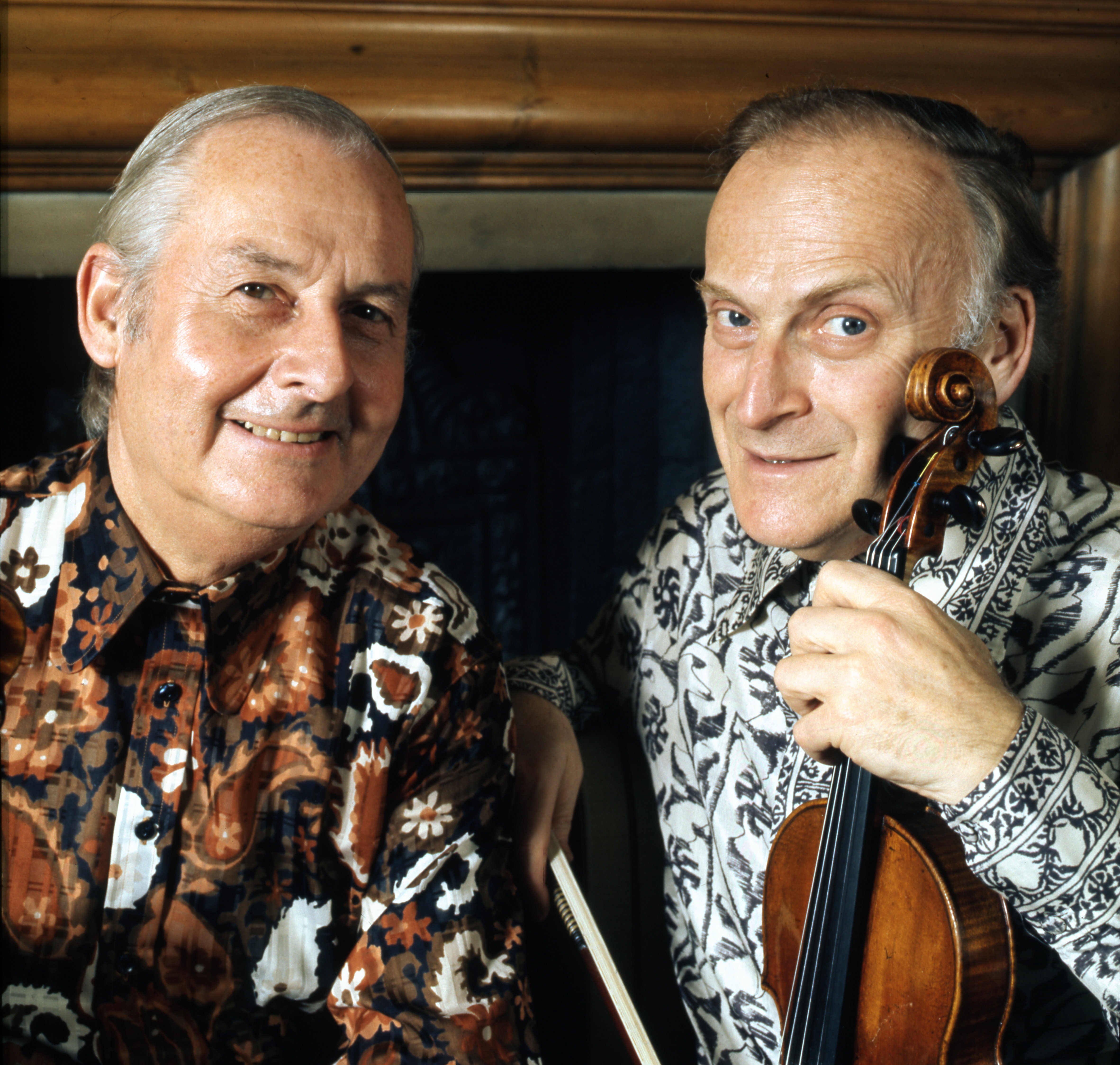
Menuhin com Stéphane Grappelli

Em 1979 visita a China, sendo o primeiro músico ocidental a se tornar professor honorário do  conservatório de Pequim.
Em 1980 faz uma aparição em evento esportivo, apresentando-se nas Olimpíadas de Inverno em Lake Placid, nos Estados Unidos. Em 1983, rege concerto em Varsóvia em homenagem ao Papa. Adquire a cidadania britânica em 1985, tornando-se Sir Yehudi.
Pouco tempo depois, em 1987, a rainha da Inglaterra faz dele um membro da Ordem de Mérito do Reino Unido. Em 1993 viria a se tornar um barão, recebendo seu assento na Casa dos Lordes.
Participa pela primeira do Fórum Econômico Mundial em Davos em 1989, evento ao qual retornaria também em edições posteriores.
Retorna à África do Sul somente em 1995, com o fim do regime do Apartheid e a posse do presidente Nelson Mandela. A última vez  em que havia tocado naquele país havia sido em 1956, no festival de Joanesburgo. Na ocasião de seu retorno, conduz a Messiah, de Handel, com a participação de um coral local composto por cantores negros. Ao fim desta apresentação, os integrantes do coro interpretaram músicas tradicionais sul-africanas.
No ano seguinte, em 1996, completa oitenta anos de vida e rege mais de 110 concertos. Faz também neste mesmo ano sua última apresentação como solista no 40.º festival de Gstaad. Conduz o concerto para a paz em Sarajevo, com o apoio da UNESCO.
Em 15 de maio de 1998 Yehudi recebeu de Portugal a Grã-Cruz da Ordem Militar de Sant'Iago da Espada.
Yehudi Menuhin morreu em 12 de março de 1999, em Berlim, quando estava na cidade apresentando-se com a Sinfônica de Varsóvia. No ano anterior tinha morrido a sua mãe com cem anos de idade.

## Filmografia
Yehudi Menuhin participou de obras cinematográficas e televisivas, contribuindo em geral com a música e apresentando-se como si mesmo. Destacam-se o filme musical Stage Door Canteen, de 1943, em que ele toca duas peças e o programa televisivo The Music of Man, o qual apresentava e tratava sobre música clássica.

## Referência bibliográfica
- Cronologia da vida de Menuhin na página Menuhin.org